# William Earle
William Earle, född 4 mars 1941, är en australisk friidrottare. Han deltog vid olympiska sommarspelen 1964.